# 高木貞作
高木 貞作（たかぎ ていさく、嘉永元年11月23日（1848年12月18日） - 昭和8年（1933年）1月14日）は、幕末の桑名藩士で、新選組隊士。商法講習所（現・一橋大学）で日本人初の助教として教鞭をとり、銀行家となる。通称、剛次郎。変名は神戸四郎。

## 経歴
桑名郡元赤須賀で桑名藩士・高木登波の次男として生まれる。戊辰戦争時、藩主・松平定敬の命を受けて、山脇隼太郎と共に恭順派の家老・吉村権左衛門を殺害。北越戦争、秋田戦争に参戦するも相次いで敗れ、定敬の後を追って蝦夷地へ渡る。渡航後は土方歳三配下の新選組に所属し、箱館戦争に参戦。降伏後、桑名藩で謹慎となったが、なぜか明治3年（1870年）からサンフランシスコで1年間英語を学んだ。
明治5年（1872年）に釈放され、吉田清成大蔵少輔の従僕となり、家老殺害の罪を避けて同年大蔵省派遣留学生として横浜港から渡米した。吉田の申し入れを受けた渋沢栄一大蔵省三等出仕らの同意を得て、留学のため墨銀が給付されニューヨーク州で英語を学び、次いで富田鉄之助ニューヨーク副領事の紹介で、ニューアークの連鎖商業学校（Chain of Commercial Colleges）であったブライアント&ストラットン商業学校（Bryant, Stratton & Whitney Business College、現・ブライアント&ストラットン大学）で、同校の経営者であったウィリアム・コグスウェル・ホイットニーに師事して、運上所事務を学び、第1回生として卒業し明治8年（1875年）に帰国。
同年に商法講習所（現・一橋大学）が設立されると、同所掛となり、師のホイットニーとともに、アメリカ合衆国の連鎖商業学校の教育を取り入れ、同所や津田仙の銀座簿記夜学校で教鞭を執った。明治10年（1877年）3月に第1回の卒業生として成瀬隆蔵と森島修太郎が輩出され、そのうちの1人である森島が9月に助教に就任すると、同月、西南戦争で松平定敬に随行するため、慢性神経痛を理由に助教を辞職した。
その後、明治11年（1878年）には第十五国立銀行に入行し、明治15年（1882年）には、横浜正金銀行に移る。横浜正金銀行では、明治17年（1884年）からニューヨーク出張所出張員、明治22年（1892年）からニューヨーク出張所主任、明治24年（1894年）から神戸支店支配人心得、明治27年（1897年）から神戸支店支配人を務め、同年から明治31年（1898年）まで本店副支配人心得として勤務した。
その後、古巣の十五銀行に戻り、支配人を勤めたが、病気の為に退職した。大正6年（1917年）に台湾繊維が設立されると、横浜正金銀行時代に同行取締役を務めていた村田一郎とともに取締役に就いたが、大正9年（1920年）には退任し、昭和8年（1933年）、東京の玉川村の自宅で他界。享年86。墓所は三重県桑名市法盛寺。

## 親族
長女のすゞ子はアズビルなどの創業者である山口武彦の妻。次女のよねは日本昼夜銀行取締役を務めた永島二郎の妻。
桑名藩家老を務めた酒井孫八郎や、同じく家老を務めた服部半蔵家第12代当主服部正義は従兄。

## 著書
- 高木貞作,田村智航,池田浩平,今富清作（合輯）『銀行簿記教授本 完 簿記夜學校』 1879年